# Olesin (powiat koniński)
Olesin – wieś w Polsce, w województwie wielkopolskim, w powiecie konińskim, w gminie Kazimierz Biskupi.
Do 2023 miejscowość była częścią wsi Sokółki.
W latach 1975–1998 Olesin administracyjnie należał do województwa konińskiego.